# Prekomorska zemlja Francuske
Prekomorska zemlja Francuske (francuski: Pays d'outre-mer ili POM) je status koji ima francuska prekomorska zajednica (collectivité d'outre-mer) Francuska Polinezija. Francuska je Polinezija prije bila prekomorski teritorij (territoire d'outre-mer) dok ustavnom reformom 28. ožujka nije dobila status collectivité d'outre-mer. Zakonom donesenim 27. veljače 2004. godine, Polinezija je dobila današnji status. Ustavno vijeće (conseil constitutionnel) je zaključilo da je izraz prekomorska zemlja samo oznaka i da nema pravni status (što bi bilo neustavno).
Novi status je značio i povećanje autonomije Francuske Polinezije, donošenje vlastitih zakona i davanje vlastitog državljanstva, što bi bilo obvezno za sudjelovanje na lokalnim izborima. Svejedno, Francuska je zadržala kontrolu nad sudstvom, održavanjem javnog reda, gospodarstvu i obrani.
Nova Kaledonija, koja ima jedinstven status (collectivité sui generis) unutar Francuske, se također ponekad pograšno naziva prekomorska zemlja. Ako stanovnici Nove Kaledonije, na referendumu 2014. godine, odluče ostati unutar Francuske Republike, područje bi također moglo dobiti status pays d'outre-mer.

## Vanjske poveznice
- Službena stranica  Arhivirana inačica izvorne stranice od 12. listopada 2005. (Wayback Machine)
- Razvoj prekomorskih teritorija Francuske  Arhivirana inačica izvorne stranice od 29. rujna 2006. (Wayback Machine)

|  | Portal Francuske – Pristup člancima s tematikom o Francuskoj. |